# Championnat du monde de Scrabble duplicate individuel (2020-2029)
Pour les articles homonymes, voir Championnat du monde de Scrabble duplicate individuel.
Le championnat du monde de Scrabble francophone en duplicate individuel, la catégorie reine, a été comme d'autres compétitions annulé au début de la décennie 2020 en raison de la pandémie de covid-19 mais a repris normalement par la suite.

## Palmarès

### Abidjan
La compétition a été annulée en raison de la pandémie de covid-19.

### 2021 (Aix-les-Bains, France - top: 6508)
| Rang |                      | Score |          |
| 1    | Romain Santi         | 6488  | France   |
| 2    | Gaston Jean-Baptiste | 6480  | France   |
| 3    | Samson Tessier       | 6463  | France   |
| 4    | Christian Pierre     | 6462  | Belgique |
| 5    | Thierry Chincholle   | 6459  | France   |
| 5    | Louis Eggermont      | 6459  | Belgique |
| 7    | Luc Thomas           | 6455  | Belgique |
| 8    | Olivier Bernardin    | 6452  | Québec   |
| 9    | Mickaël Gauchard     | 6444  | France   |
| 10   | Hugo Delafontaine    | 6440  | Suisse   |

Romain Santi est sacré champion du monde pour la première fois (-20). Gaston Jean-Baptiste (-28) et Samson Tessier (-45) complètent le podium.

### 2022 (Louvain-la-Neuve, Belgique)
| Rang |                       | Score |          |
| 1    | Thierry Chincholle    | 6652  | France   |
| 2    | Fabien Fontas         | 6642  | France   |
| 2    | Jean-François Lachaud | 6642  | France   |
| 4    | Christian Pierre      | 6637  | Belgique |
| 5    | Guy Delore            | 6625  | France   |
| 6    | Gauthier Houillon     | 6614  | France   |
| 6    | Laurent Loubière      | 6614  | France   |
| 8    | Antonin Michel        | 6609  | France   |
| 9    | Benoit Delafontaine   | 6608  | Suisse   |
| 10   | Hugo Delafontaine     | 6605  | Suisse   |
| 10   | Dominique Le Fur      | 6605  | France   |
| 10   | Fabien Leroy          | 6605  | France   |

Premier sacre pour Thierry Chincholle à Louvain-la-Neuve (-17). Fabien Fontas et Jean-François terminent sur le podium à -27.

### 2023 (Bulle, Suisse)
| Rang |                      | Score |               |
| 1    | Antonin Michel       | 6498  | France        |
| 2    | Samson Tessier       | 6492  | France        |
| 3    | Philippe Ruche       | 6489  | Belgique      |
| 4    | Elisée Poka          | 6486  | Côte d'Ivoire |
| 5    | Corentin Tournedouet | 6484  | France        |
| 6    | Hugo Delafontaine    | 6483  | Suisse        |
| 6    | Gaston Jean-Baptiste | 6483  | France        |
| 8    | Louis Eggermont      | 6481  | France        |
| 9    | Fabien Fontas        | 6475  | France        |
| 10   | Laurent Loubière     | 6472  | France        |

Antonin Michel remporte le championnat à -10 et rejoint ainsi Michel Duguet et Christian Pierre dans le cercle très fermé des joueurs ayant gagné 5 fois les championnats du monde duplicate.

### 2024 (Montauban, France)
| Rang |                             | Score |          |
| 1    | Jean-François Lachaud       | 6321  | France   |
| 2    | Gauthier Houillon           | 6320  | France   |
| 3    | Louis Eggermont             | 6317  | Belgique |
| 4    | King Josaphat Nkouete Chewa | 6309  | Cameroun |
| 5    | Antonin Michel              | 6304  | France   |
| 6    | Alexis Allagnat             | 6298  | France   |
| 7    | Marc Bruyère                | 6291  | France   |
| 8    | Étienne Budry               | 6289  | Suisse   |
| 9    | Philippe Ruche              | 6288  | Belgique |
| 10   | Romain Santi                | 6287  | Belgique |

Deuxième titre mondial élite pour Jean-François, après celui remporté en 1995 à Ovronnaz.

## Lieux des prochains Championnats du monde francophone
- 2024 : Vichy (France).
- 2025 : Trois-Rivières (Canada).